# Киселёв, Василий Николаевич (кинооператор)
Васи́лий Никола́евич Киселёв (14 августа 1919, Исаково, Смоленская губерния — 7 сентября 1992, Москва) — советский оператор документального кино, военный фотокорреспондент в годы Великой Отечественной войны. Народный артист РСФСР (1979), Лауреат Сталинской премии первой степени (1951).

## Биография
Родился 14 августа 1919 года в селе Исаково (ныне Вяземский район, Смоленская область). C 1927 1934 год обучался в школе-семилетки, по окончании которой семья переехала в Москву. С 1937 года работал киномехаником, в 1938 году поступил на операторский факультет ВГИКа, окончить который помешала война. C группой студентов летом 1941 года возводил оборонительные сооружения под Брянском. С декабря 1941-го в Красной армии.
Работал фотокорреспондентом на Волховском, Карельском, 2-м Украинском и Забайкальском фронтах, публиковался в газете «Суворовский натиск» и других.
С марта 1946 года продолжил обучение во ВГИКе, параллельно работая ассистентом оператора на ЦСДФ. После окончания института в 1948 году остался работать на кинохронике. В период 1951—1954 годов работал на корпункте ЦСДФ в Болгарии. Автор многих сюжетов для кинопериодики студии.
Член ВКП(б) с 1942 года, член Союза кинематографистов СССР с 1957 года.
Скончался 7 сентября 1992 года в Москве.

### Семья
- брат — Николай Николаевич Киселёв (1921—1941), погиб в боях в Ленинградской области;
- жена — Клавдия Михайловна Киселёва, администратор Дома журналистов[1].

## Фильмография
Оператор
- 1949 — Мир победит войну
- 1950 — Освобождённый Китай (совм. с группой операторов)
- 1951 — Путешествие по Исландии (совм. с Л. Максимовым)
- 1954 — Праздник молодости
- 1955 — Дружба великих народов (совм. с группой операторов)
- 1955 — Крылья Родины (совм. с группой операторов)
- 1955 — Международные соревнования легкоатлетов (совм. с группой операторов)
- 1955 — Пребывание президента Финляндской республики Паасикиви в Москве (совм. с М. Ошурковым, К. Пискарёвым, С. Семёновым, В. Ходяковым)
- 1955 — Советско-чехословацкая выставка в Исландии
- 1956 — На гостеприимной земле Бирмы (совм. с Р. Карменом, П. Касаткиным, Д. Каспием, М. Ошурковым)
- 1956 — Праздник индийского народа (совм. с группой операторов)
- 1956 — Утро Индии (совм. с М. Каюмовым, С. Медынским, Е. Мухиным, Е. Аккуратовым, Н. Генераловым)
- 1957 — Братский союз двух великих народов (совм. с И. Гутманом, М. Силенко, А. Хавчиным, В. Копалиным, Г. Серовым)
- 1957 — В независимой Гане
- 1957 — Великий праздник (совм. с А. Хавчиным, В. Ходяковым)
- 1957 — Дружба на вечные времена (совм. с К. Богданом, Л. Михайловым)
- 1958 — Мы живём в Минске (совм. с группой операторов)
- 1959 — Америка приветствует Н. С. Хрущёва
- 1959 — Н. С. Хрущёв в Америке
- 1960 — Встреча с Францией (совм. с Д. Каспием, В. Трошкиным)
- 1960 — Встречи на льду (совм. с И. Греком, А. Кочетковым, О. Сугинтом)[6]
- 1960 — Голубая лампа
- 1960 — Куба сегодня (совм. с Р. Карменом)
- 1961 — Голубая лампа
- 1961 — Праздник революционной Кубы (совм. с Р. Карменом)
- 1961 — Пылающий остров (совм. с Р. Карменом)
- 1962 — На земле братской Болгарии (совм. с С. Киселёвым)
- 1962 — Солнце, дождь и улыбки (совм. с А. Колошиным, Е. Аккуратовым, Н. Генераловым, В. Ходяковым)
- 1963 — Американский балет в Москве (совм. с И. Бганцевым, В. Ходяковым)
- 1963 — Гость с Острова Свободы (совм. с П. Касаткиным, В. Микошей, А. Сёминым, И. Бганцевым)
- 1963 — Мы с вами, братья кубинцы (совм. с Р. Карменом)
- 1963 — Посланцы героической Кубы в Ленинграде (совм. с Р. Карменом)
- 1963 — Фидель Кастро у машиностроителей Урала (спецвыпуск; совм. с Р. Карменом, Ю. Буслаевым)
- 1964 — Восьмое чудо света (совм. с В. Воронцовым, Г. Земцовым)
- 1965 — 20-летие великого подвига (совм. с группой операторов)
- 1965 — Вот компания какая (совм. с А. Кочетковым)[7]
- 1965 — И нет конца мечте (совм. с В. Ходяковым)
- 1965 — Там, за рекой Браззавиль
- 1965 — Товарищи по оружию (совм. с А. Кочетковым, В. Микошей)[8]
- 1966 — В воротах Яшин (совм. с Г. Епифановым, Ю. Буслаевым)
- 1966 — Встречи на Британских островах
- 1966 — Живые в бронзе (совм. с Ш. Кочишем)
- 1966 — Хоккей—66 (совм. с А. Кочетковым)[9]
- 1967 — Великий праздник (совм. с А. Хавчиным, В. Ходяковым)
- 1967 — Москва, Москва (совм. с А. Кочетковым, В. Микошей)[10]
- 1967 — Народа верные сыны (совм. с группой операторов)
- 1967 — Так встречаются братья (совм. с В. Трошкиным)
- 1968 — Время жить! (совм. с В. Байковым, Н. Генераловым, А. Кочетковым, Г. Серовым, В. Усановым)
- 1967 — Хоккей. Вена-67 (совм. с А. Кочетковым, Е. Федяевым)
- 1968 — Время шагает с нами (совм. с А. Кочетковым)
- 1968 — Здравствуй, София! (совм. с А. Кочетковым)[11]
- 1968 — Юность мира
- 1969 — Велико Тырново (совм. с А. Кочетковым)
- 1969 — Солдаты мира (совм. с А. Кочетковым, М. Поповой)[12]
- 1969 — Солнце над Сомали (совм. с А. Савиным)
- 1970 — Внимание — музыка (совм. с Г. Епифанов, А. Кочетковым)[13]
- 1970 — Глазами друга (приз Мкф в Лейпциге, 1970)[4]
- 1970 — Хоккей—70
- 1971 — Эксперимент
- 1972 — Дубна. Объединённый институт ядерных исследований
- 1973 — Вдали от Родины
- 1974 — Во имя мира и прогресса (совм. с А. Кочетковым)[14]
- 1974 — Индия открывает своё сердце (совм. с И. Филатовым, В. Ходяковым)
- 1974 — О моей стране — значит, обо мне
- 1975 — Всегда вместе (совм. с И. Бганцевым, И. Филатовым)
- 1975 — Обвинение
- 1976 — Дубна — международный научный центр
- 1976 — Рассказы о дружбе (совм. с Е. Гостиком, С. Спрудиным, И. Скачковым)
- 1977 — Курсом мира и разрядки. Визит Л. И. Брежнева во Францию (совм. с А. Кочетковым, И. Филатовым)[15]
- 1977 — Тихие американцы (совм. с Е. Аккуратовым)
- 1980 — Этот «свободный» мир[16]
- 1981 — Марш мира (совм. с И. Кузнецовым, С. Кузминским)
- 1983 — Похищение Европы
- 1985 — Высокий долг народного контролёра (совм. с И. Филатовым, М. Поповой)
- 1985 — Завтра на рассвете День Победы (совм. с С. Воронцовым)[17]
- 1985 — Ещё раз о тревогах века
- 1985 — Поверьте музыке (совм. с В. Дурандиным, В. Микошей)

Режиссёр
- 1957 — В независимой Гане
- 1965 — Там, за рекой Браззавиль
- 1966 — Встречи на Британских островах
- 1966 — Живые в бронзе
- 1969 — Здравствуй, София!
- 1974 — О моей стране — значит, обо мне

## Награды и премии
- медаль «За боевые заслуги» (15 мая 1943)[18]
- медаль «За оборону Ленинграда» (1943)[19]
- медаль «За оборону Москвы» (1944)[19]
- медаль «За взятие Будапешта» (1945)[19]
- медаль «За взятие Вены» (1945)[2]
- медаль «За освобождение Праги» (1945)[19]
- медаль «За победу над Германией в Великой Отечественной войне 1941—1945 гг.»[19]
- медаль «За победу над Японией» (1945)[19]
- орден Красной Звезды (30 апреля 1945)[20]
- орден Отечественной войны II степени (13 сентября 1945)[21]
- Сталинская премия первой степени (1951) — за участие в съёмках фильма "«Освобождённый Китай» (1950)[22]
- заслуженный деятель искусств РСФСР (5 августа 1968)[19]
- почётная грамота Госкино СССР (1969)[19]
- медаль «В ознаменование 100-летия со дня рождения Владимира Ильича Ленина» (1970)[19]
- народный артист РСФСР (21 декабря 1979)[4]
- медаль «Ветеран труда» (1985)[19]